# Liesje Schreinemacher
Elisabeth Nelly Anna Jean (Liesje) Schreinemacher (Rotterdam, 13 mei 1983) is een Nederlands voormalig politica namens de VVD. Ze was Europees Parlementslid (2019–2022), minister voor Buitenlandse Handel en Ontwikkelingssamenwerking (2022–2024) en waarnemend minister van Buitenlandse Zaken (2023).

## Studie en loopbaan
Schreinemacher doorliep van 1995 tot 2001 het Erasmiaans Gymnasium in Rotterdam. Van 2002 tot 2006 volgde zij een bachelor en van 2006 tot 2008 een master communicatiewetenschap aan de Universiteit van Amsterdam. In 2006 ging zij een semester naar de San Francisco State University. Daarna volgde zij van 2009 tot 2012 een bachelor rechtsgeleerdheid aan de Universiteit van Amsterdam en in 2007 ging zij een semester naar het Institut d'études politiques de Paris. Van 2014 tot 2015 volgde zij een master rechtsgeleerdheid aan de Universiteit Leiden met een specialisatie in het civiel recht.
Schreinemacher was van 2009 tot 2010 persoonlijk medewerker van Johan Remkes en daarna tot 2012 van Jeanine Hennis-Plasschaert, tijdens hun periodes als Tweede Kamerlid. Van 2012 tot 2016 was zij politiek assistent van Hennis-Plasschaert, tijdens haar periode als minister van Defensie. Vanaf 2016 was ze als advocaat-stagiair werkzaam, van 2016 tot 2018 bij Pels Rijcken & Droogleever Fortuijn en van 2018 tot 2019 bij Croon Advocaten in Den Haag; ze specialiseerde zich in het bouw- en aanbestedingsrecht.
Met ingang van 1 maart 2025 werd Schreinemacher lid van de bezwaarschriftenadviescommissie hersteloperatie toeslagen op het ministerie van Financiën.

## Europees Parlementslid
Bij de verkiezingen voor het Europees Parlement in 2019 stond Schreinemacher op de vijfde plaats op de kandidatenlijst van de VVD. Zij behaalde 37.519 voorkeurstemmen, wat voldoende was om gekozen te worden. Op 2 juli 2019 werd zij geïnstalleerd als lid van het Europees Parlement. Zij was lid van de commissies voor juridische zaken en internationale handel en lid van de delegaties naar de Verenigde Staten en het Verenigd Koninkrijk. Daarnaast was zij plaatsvervangend lid van de commissie interne markt en consumentenbescherming en de speciale commissie artificiële intelligentie in een digitale tijdperk en de delegatie naar Japan.

## Ministerschappen

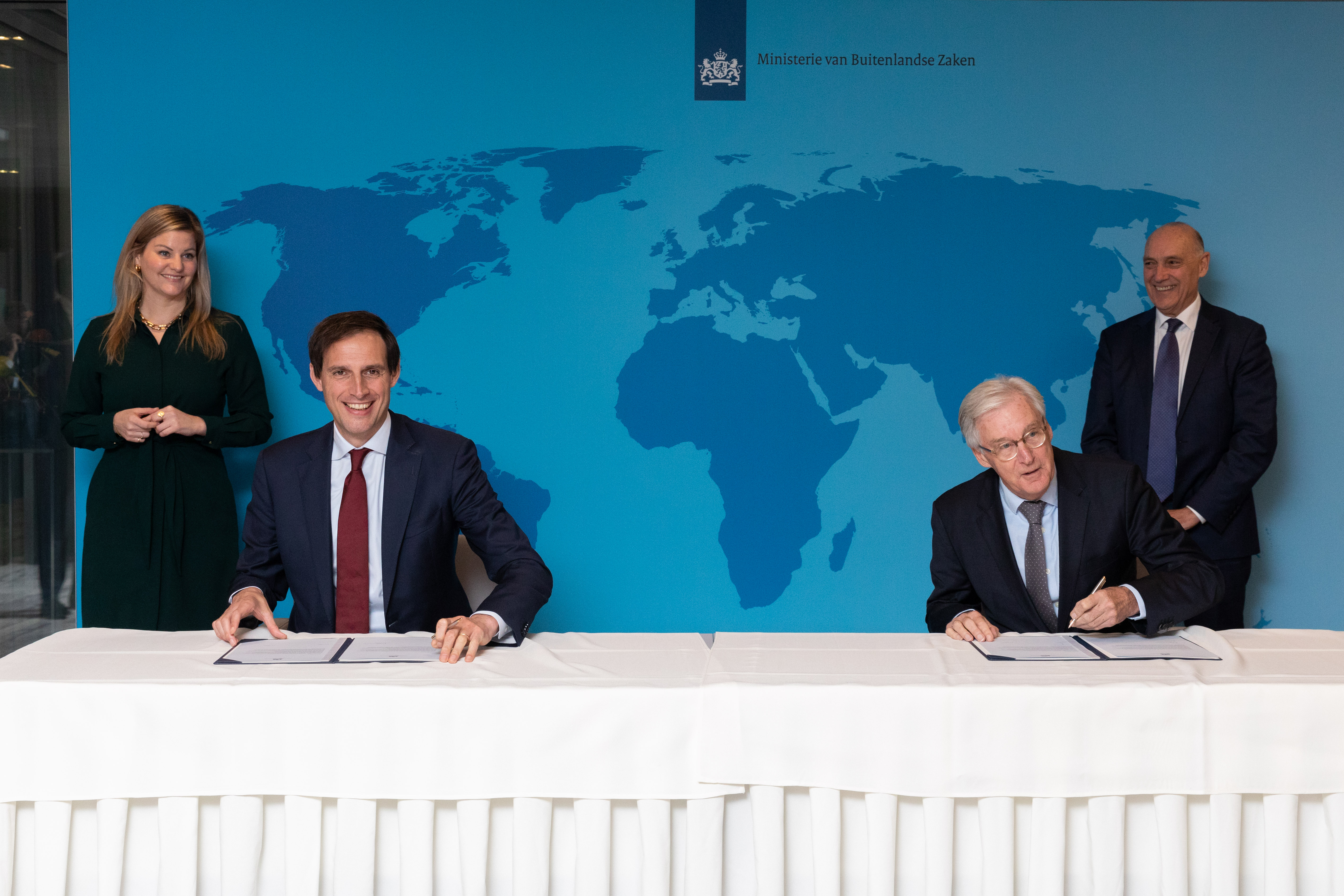
Schreinemacher en minister van Buitenlandse Zaken Wopke Hoekstra krijgen het ministerie overgedragen van hun voorgangers, respectievelijk Tom de Bruijn en Ben Knapen

Op 10 januari 2022 werd Schreinemacher beëdigd als minister voor Buitenlandse Handel en Ontwikkelingssamenwerking. Als minister heeft zij in haar portefeuille internationale handel, ontwikkelingssamenwerking (incl. ‘sustainable development goals’) en internationaal milieu- en klimaatbeleid. Na het vertrek van Wopke Hoekstra was zij van 1 tot 5 september 2023 minister van Buitenlandse Zaken. Op 4 december 2023 ging zij met zwangerschaps- en bevallingsverlof, waarna Geoffrey van Leeuwen haar taken waarnam. Ze was de eerste Nederlandse minister die met zwangerschapsverlof ging. Op 15 april 2024 pakte ze haar werkzaamheden weer op. Op 2 juli 2024 stopte ze als minister, vanwege het aantreden van het kabinet-Schoof.

## Persoonlijke levenssfeer
Schreinemacher kreeg in januari 2024 samen met haar partner een zoon. Ze was de eerste Nederlandse minister die zwanger raakte en met zwangerschapsverlof ging. Ze is een achter-achterkleindochter van oud-Tweede Kamerlid Jan Hubert Joseph Schreinemacher.
- Parlement.com: vk8hl4asytzp